# Girolamo Morone
Girolamo Morone, född 1470, död 1529 i Milano, var en italiensk diplomat. Han var far till Giovanni Morone.
Morane var vicekansler hos Maximilian Sforza, hertig av Milano, och verkade sedermera för hertigdömets överlämnande åt Francesco II Sforza genom avtal mellan kejsar Karl V och påven Leo X (1522). Morone övergick emellertid snart till Karl V:s motståndare och lyckades 1525 i förbund mot denne förena påven, republiken Venedig och Frans I av Frankrike. År 1527 åtföljde han konnetabeln av Bourbon på dennes marsch mot Rom och deltog verksamt i fredsunderhandlingarna mellan Karl V och påven Klemens VII.